# Gamer
En gamer  (svenska. spelare) är en person som spelar TV-spel, datorspel, rollspel, brädspel och/eller kortspel. Ofta syftas på någon som tävlar i e-sport eller någon som tillhör en subkultur uppbyggd kring spel.
År 2013 listade Ungdomsbarometern vilka subkulturer som svenska ungdomar i åldern 15–24 år identifierar sig med. Att vara gamer hamnade då i topp, 25 procent av alla unga ansåg sig vara det. På andra plats kom "miljövän" med 22 procent.
En svensk undersökning visade 2022 att andelen personer som spelar nöjesspel på mobil, surfplatta, dator eller spelkonsol under flera år ökat jämfört med föregående år. År 2022 hade 58 procent av alla svenska internetanvändare över 8 år ägnat sig åt nöjesspelande. Undersökningen visade även att nöjesspelandet var som störst bland de allra yngsta, där 91 procent spelade, och sjönk sedan successivt med åldern. Det var generellt fler män än kvinnor som spelar nöjesspel. I de äldre generationerna, födda från 1920- till och med 60-talet, rådde däremot det motsatta; fler äldre kvinnor spelade nöjesspel jämfört med män i motsvarande ålder. Spelplattformar är inte bara ett forum för att spela spel utan används också i hög grad för umgänge. Undersökningen visade att närmare 3 av 10 hade umgåtts med vänner på olika spelplattformar under 2022. Bland barn och ungdomar i åldern 8–19 år var det betydligt vanligare, drygt 7 av 10. Det var också vanligare att män/pojkar umgås på spelplattformar jämfört med kvinnor/flickor.